# ブラウンシュヴァイク市電
ブラウンシュヴァイク市電（ドイツ語: Straßenbahn Braunschweig）は、ドイツの都市・ブラウンシュヴァイク市内の路面電車。1,100 mmという独特の軌間を有しており、2024年現在はブラウンシュヴァイク交通（Braunschweiger Verkehrs-GmbH、BSVG）によって運営されている。

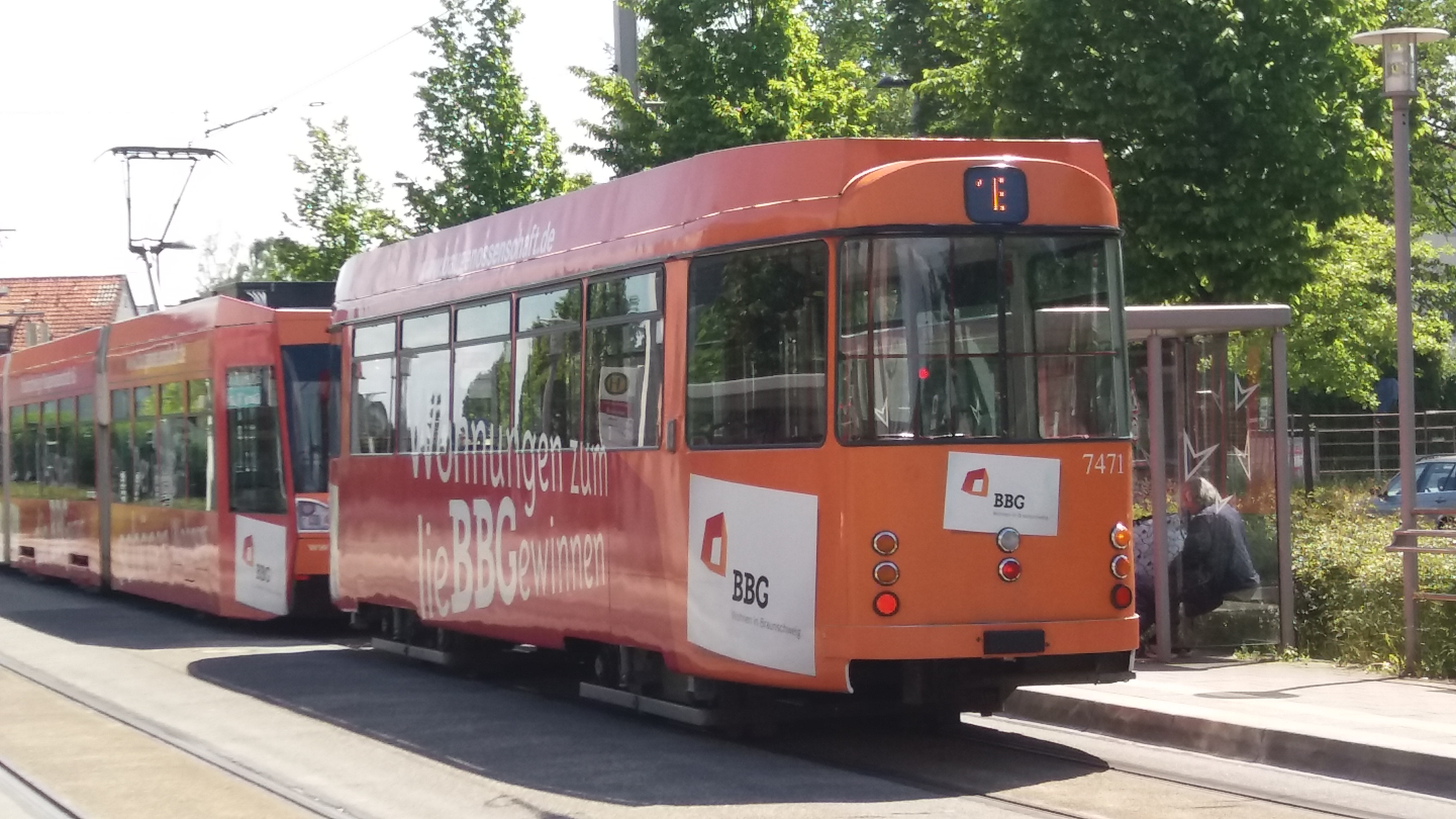
マンハイム形（74形） （2017年撮影）
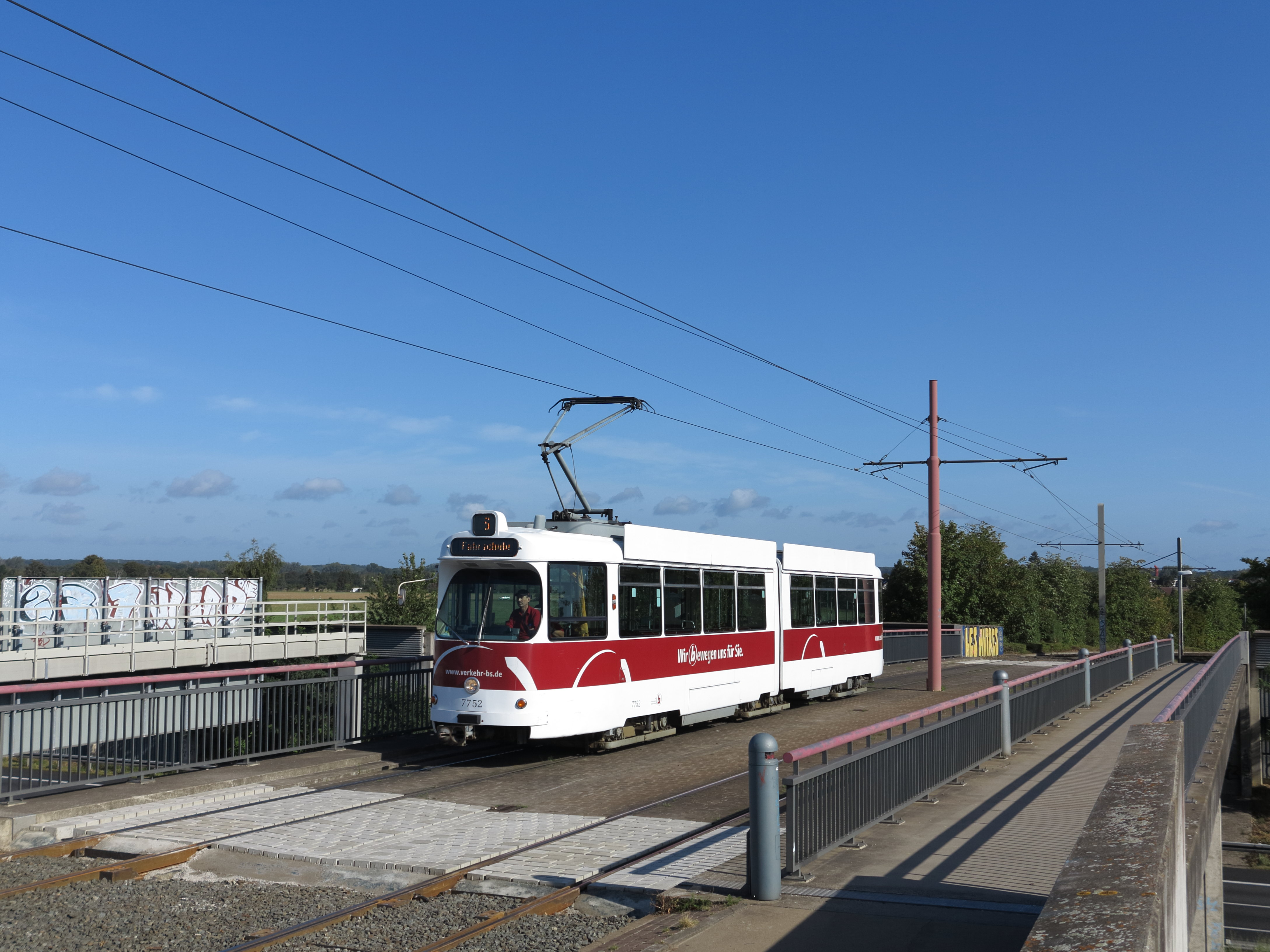
マンハイム形（77形、2車体連接車） （2019年撮影）
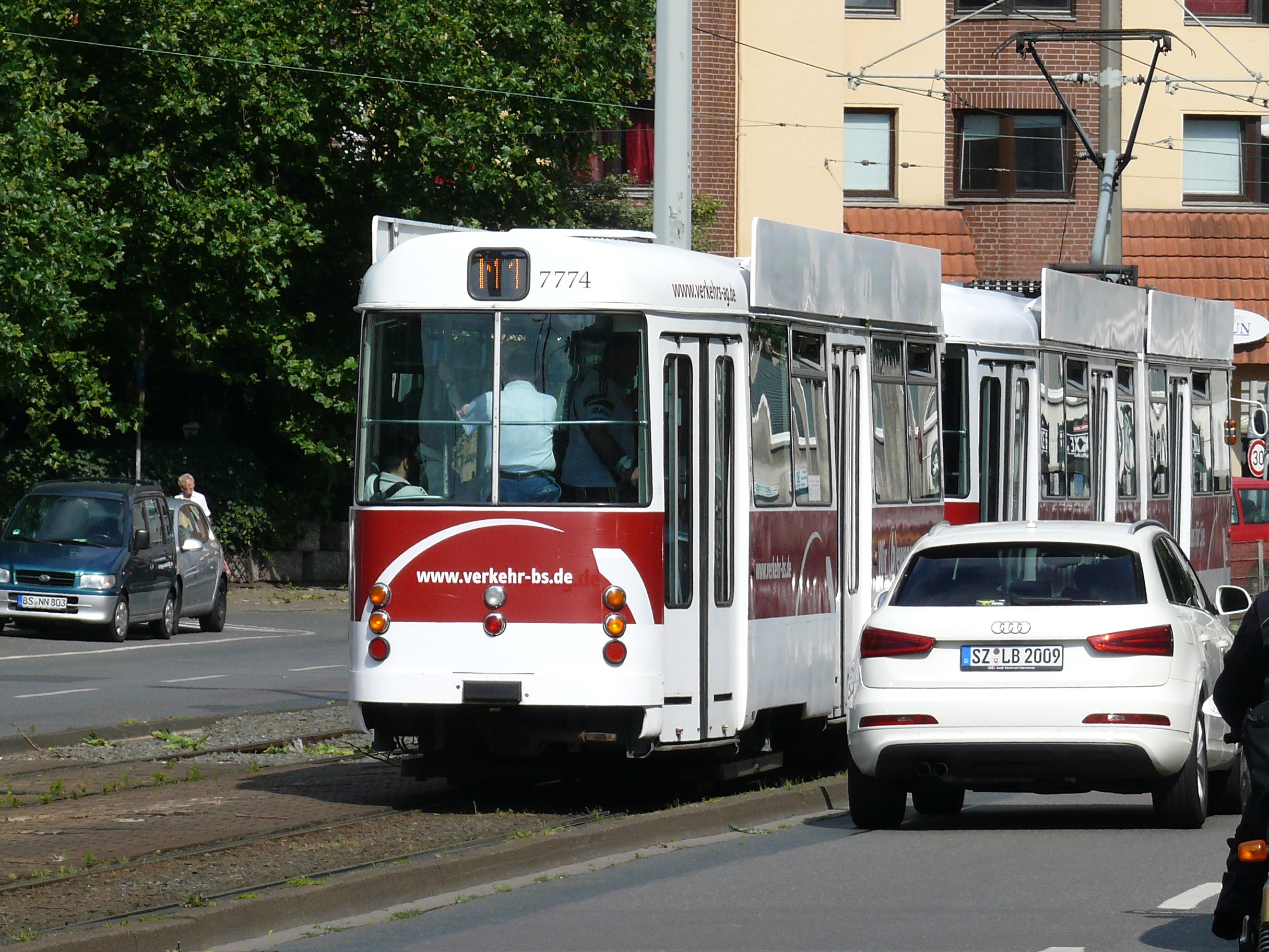
マンハイム形（77形、付随車） （2015年撮影）
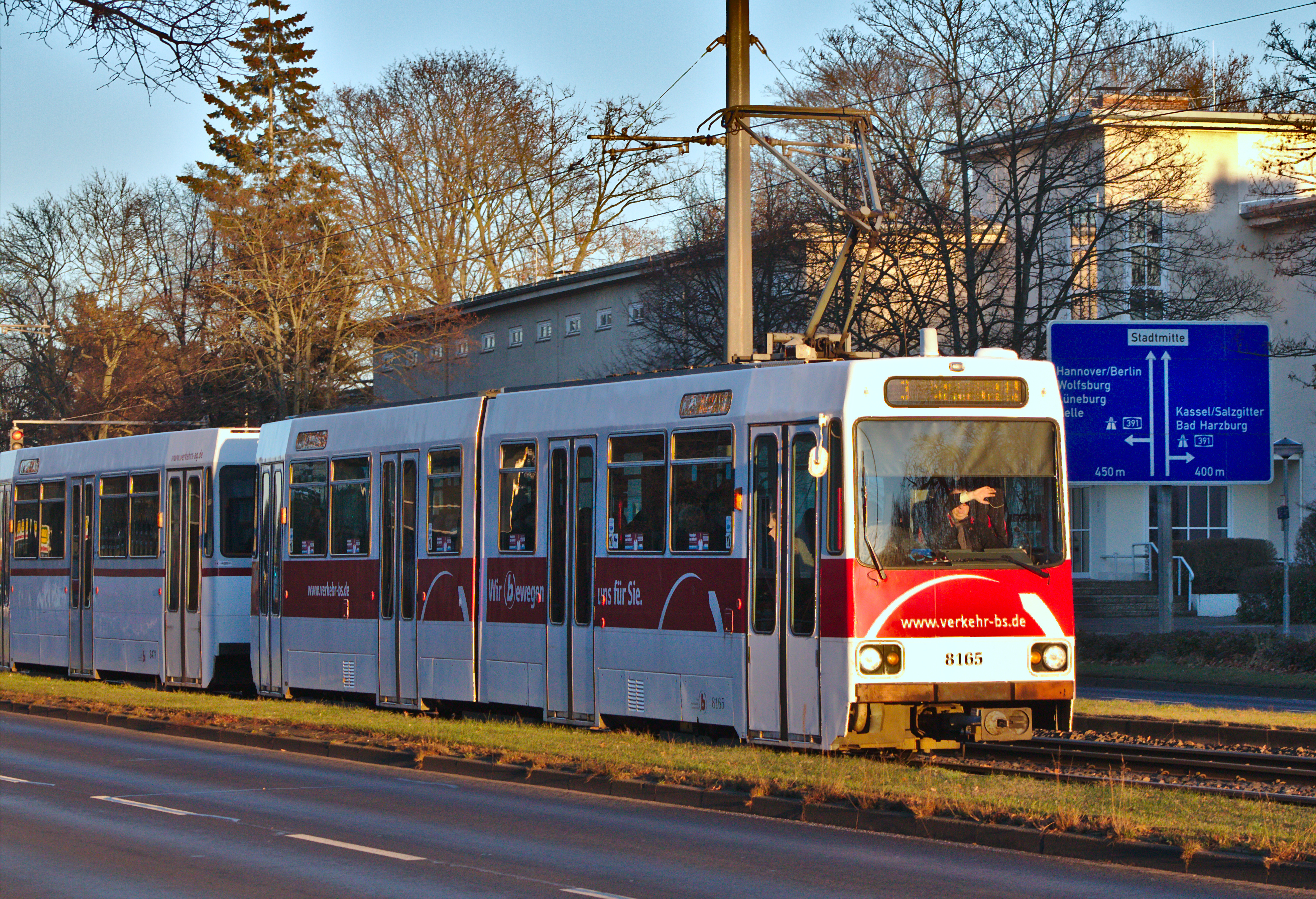
ブラウンシュヴァイク形 （2016年撮影）

## 歴史

### 馬車鉄道
ブラウンシュヴァイク市内における最初の軌道交通は、1879年10月1日から営業運転を開始した馬車鉄道であった。この馬車鉄道は途中にある急曲線の影響から、軌間が各地の鉄道で標準的に用いられていた1,435 mmよりも狭い1,100 mmで建設され、以降その軌間が2021年まで受け継がれている。一方、レールの形状については開通当初U字型の断面をしており、凹みの部分に台車を組み込むという形で運用が行われていた。これは通常の「エ」の字型の断面では道路を渡る歩行者が躓き転ぶ危険性がある事から採用されたものだったが、脱線が相次いだ事で1881年までに「エ」の字型の断面を持つレールへの交換が実施された。その後、馬車鉄道の路線網は拡大し、1897年には総延長が14 kmに達した。
一方、1890年代以降のドイツ各都市では馬車鉄道を最新鋭の交通機関・路面電車へ置き換える動きが加速しており、ブラウンシュヴァイクでも導入に関する検討が進められるようになった。架線を上空へ張り巡らせることによる都市景観への影響が問題視されたものの、最終的に全長10.5 kmの区間を電化する事となり、1897年5月に着工したのち、同年10月28日から路面電車の営業運転が開始された。

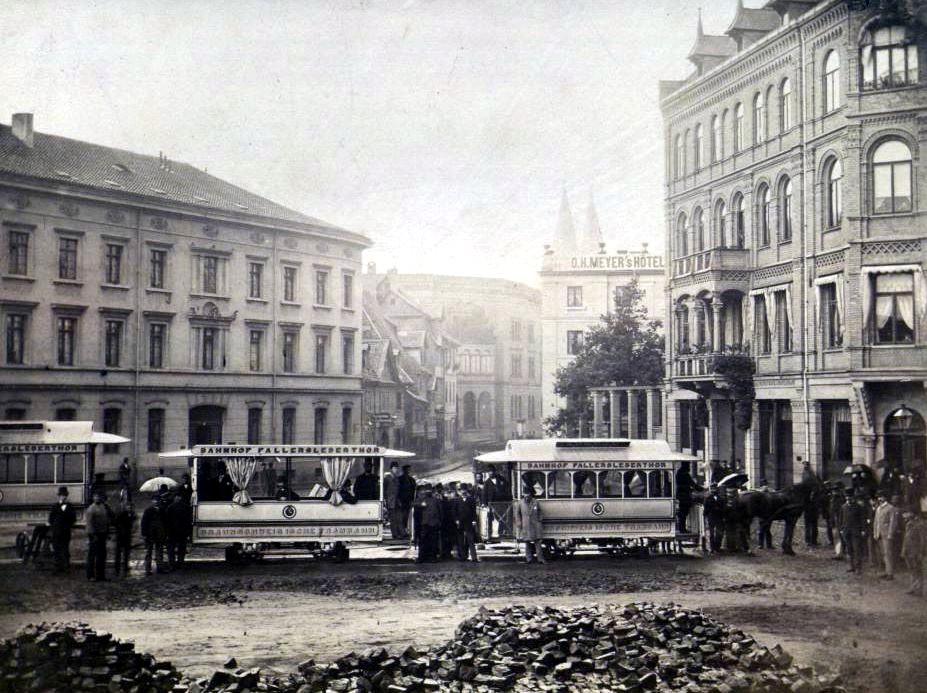
開業当初の馬車鉄道（1879年撮影）

### 第二次世界大戦まで
路面電車に転換されて以降もブラウンシュヴァイク市電の路線網の拡大は続き、1909年には市内に8つもの系統を持つ大規模な路線網が出来上がった。路線の複線化などの施設の増強も行われ、1914年からは後方に付随車を連結した2両編成の運行も開始した。第一次世界大戦中は負傷した兵士の輸送に優先して用いられ、戦後も1928年以降営業運転を開始した路線バスとの競争に晒されたが、それ以降も路線の延伸は積極的に行われた他、1938年には路線バスと路面電車がブラウンシュヴァイク市営事業（Stadtwerke Braunschweig）の公共交通部門による運営に統一された。1937年時点の路線総延長は36.2 kmであった。
だが、第二次世界大戦中は従業員の徴兵などにより路線バスと共に本数の削減を余儀なくされ、1944年の空襲によって壊滅的な打撃を受けたことで長期の運休を余儀なくされた。復旧が始まったのは翌1945年6月以降となり、戦前の路線網が完全に復旧したのは1952年となった。また、その過程で集電装置が従来のポールからパンタグラフへと交換されている。

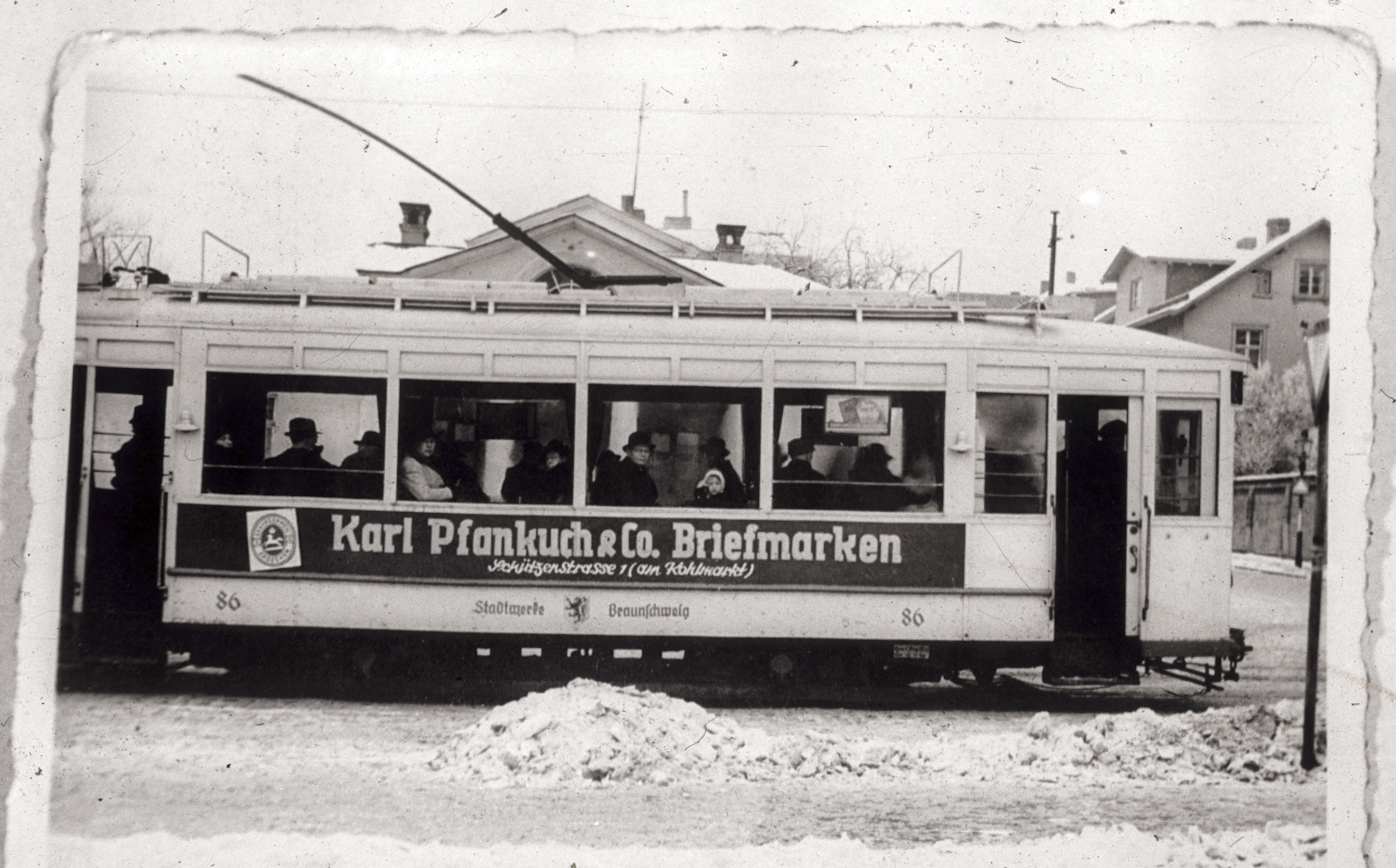
第二次世界大戦前の2軸車
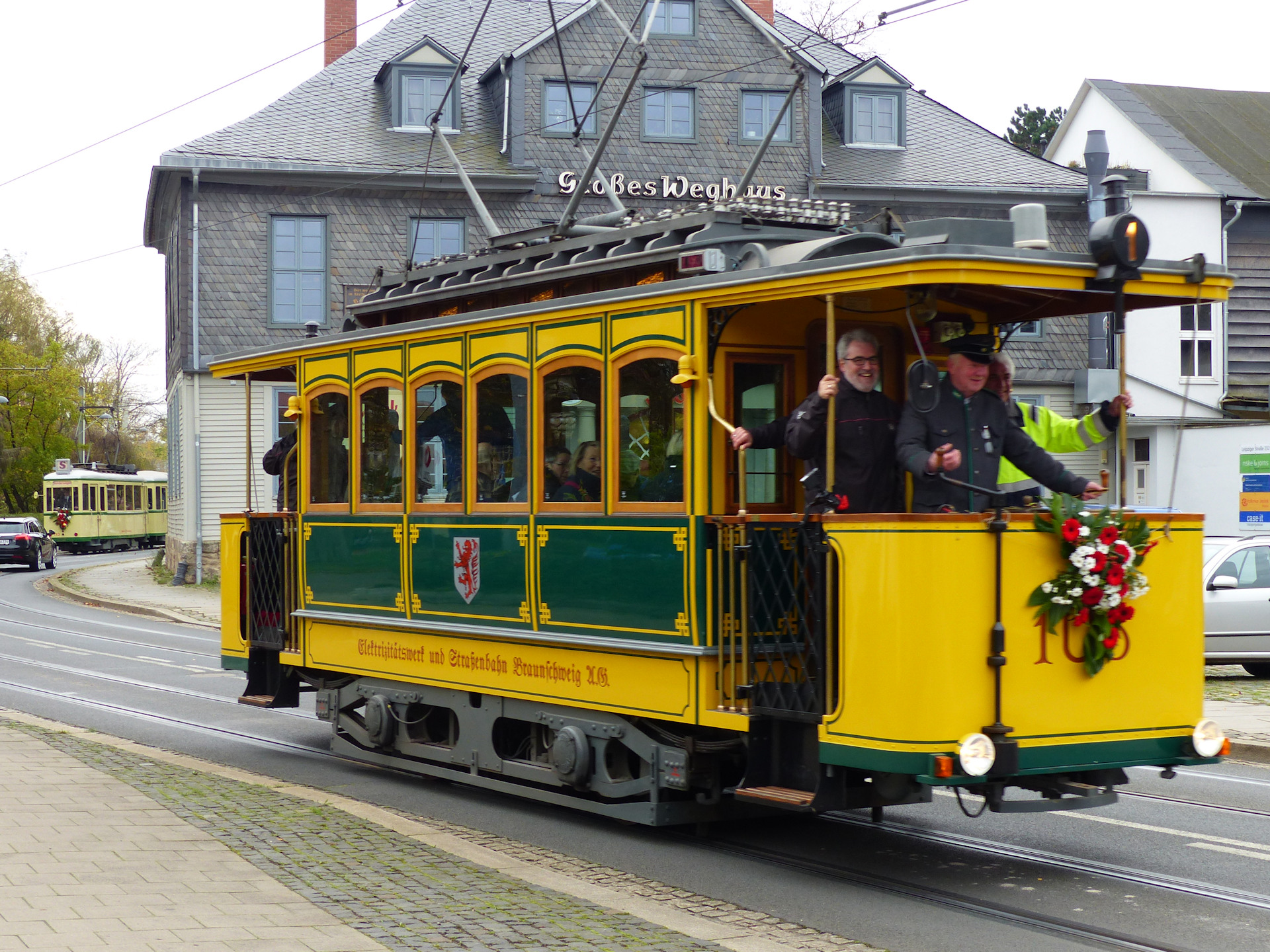
過去の車両の一部は動態保存されている（2017年撮影）

### 西ドイツ時代
戦後、西ドイツの都市となったブラウンシュヴァイクでは他都市と同様にモータリーゼーションが進展し、1954年のA号線を皮切りに幾つかの路線が路線バスへと置き換えられる形で廃止され、1969年時点で路線網は12 kmにまで縮小した。だが、その一方で翌1970年にはハイドバーク（Heidberg）への延伸が実施された他、1978年にはブラウンシュヴァイク西部へ向かう全長6.1 kmの新規路線が開通した。
車両や施設の近代化も継続して行われ、連接車の導入が実施された他、1970年代以降は運賃の支払い方法が乗客自身が刻印を行う信用乗車方式に変更された。更に1987年には一部区間の線路が移設された際に緑化軌道が導入された。一方、運営組織についても1971年以降ブラウンシュヴァイク公共事業の子会社として設立されたブラウンシュヴァイク交通（Die Braunschweiger Verkehrs-AG）へと移管されている。

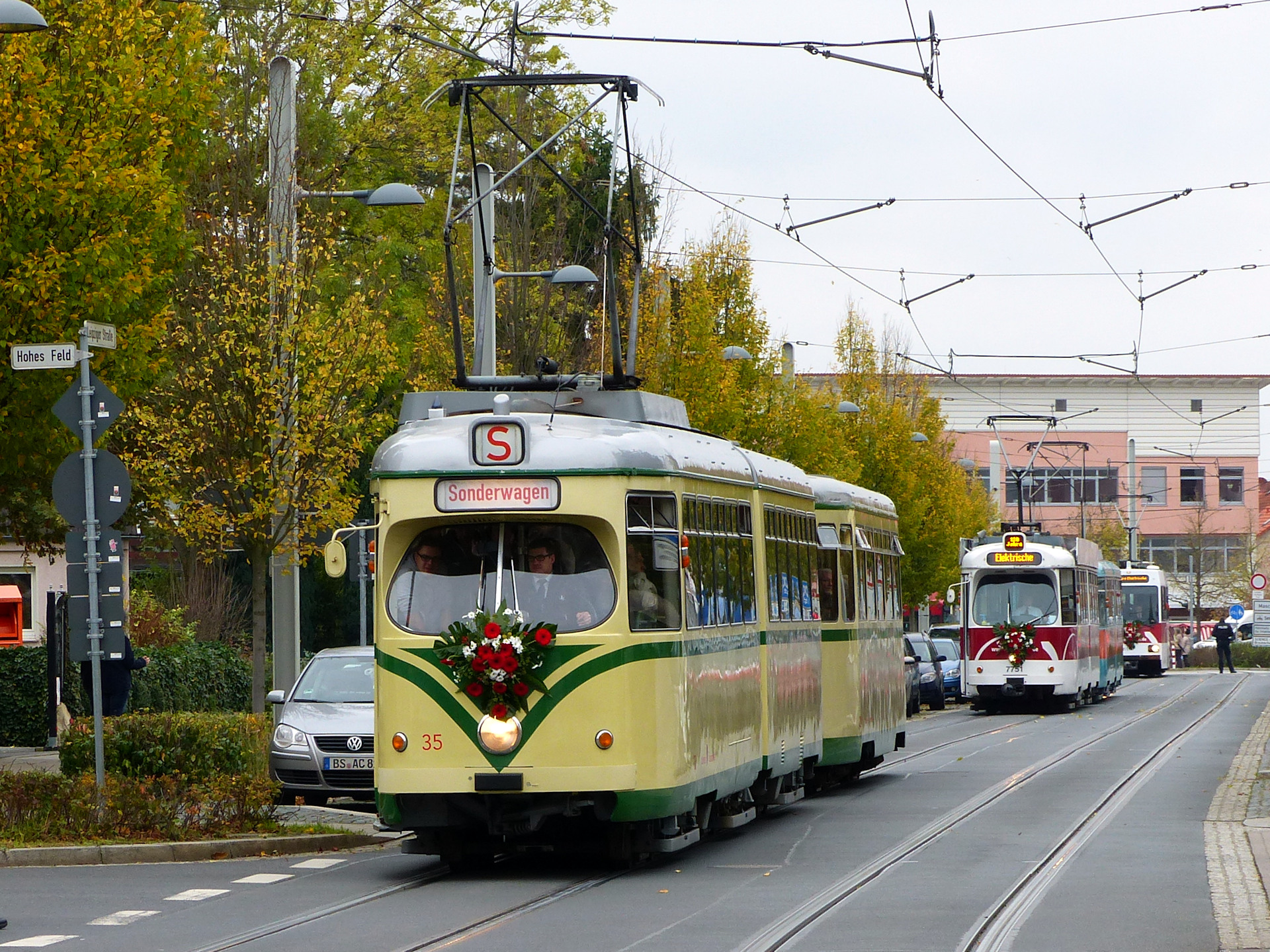
戦後に導入された連接車（2017年撮影）

### ドイツ再統一後
ドイツ再統一後の1992年、ブラウンシュヴァイク市議会は市内の路面電車網の拡張を決定し、それに基づき1998年以降2006年まで複数の段階に分けて路線網の拡張が行われた。更に同年代以降は後述する新たな路線網の拡張計画「シュタットバーン・プラス」が進められている。また、車両面についても1995年を皮切りにバリアフリーに適した超低床電車の導入を積極的に進め、西ドイツ時代に製造された高床式車両の置き換えが行われている。
一方、1998年にはドイツ鉄道との直通運転（トラムトレイン、RegioStadtBahn）が計画され、市電区間は電車、ドイツ鉄道の区間は気動車として走行するバイモード車両の導入が検討された。それに基づき、一部区間については従来の軌道の外側に標準軌（1,435 mm）に対応したレールを敷設する三線軌道化工事が実施されたものの、車両の開発・導入費用を始めとした問題からこのプロジェクトは2010年に中止されている。

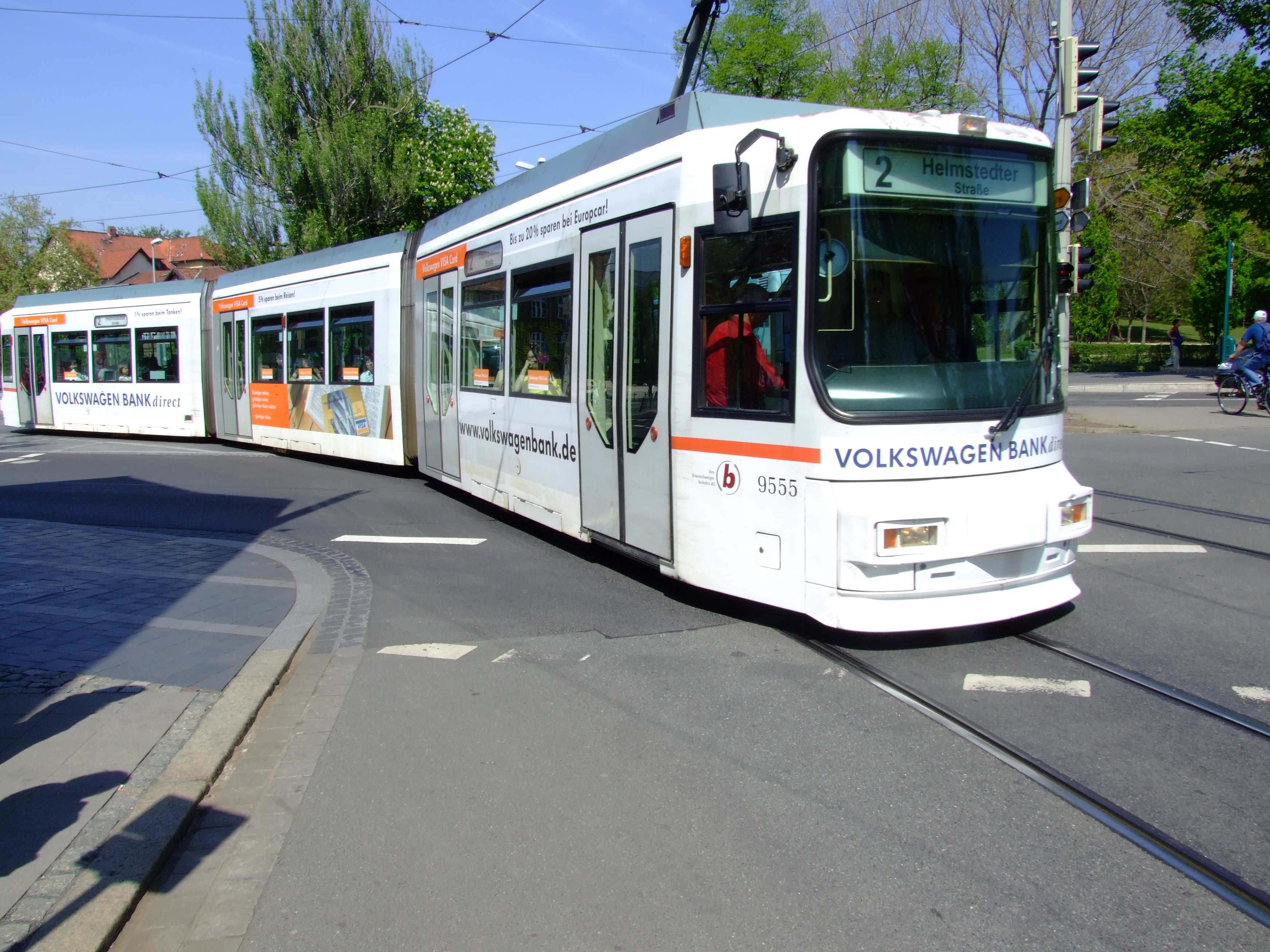
1990年代以降は超低床電車の導入が進められている（2007年撮影）
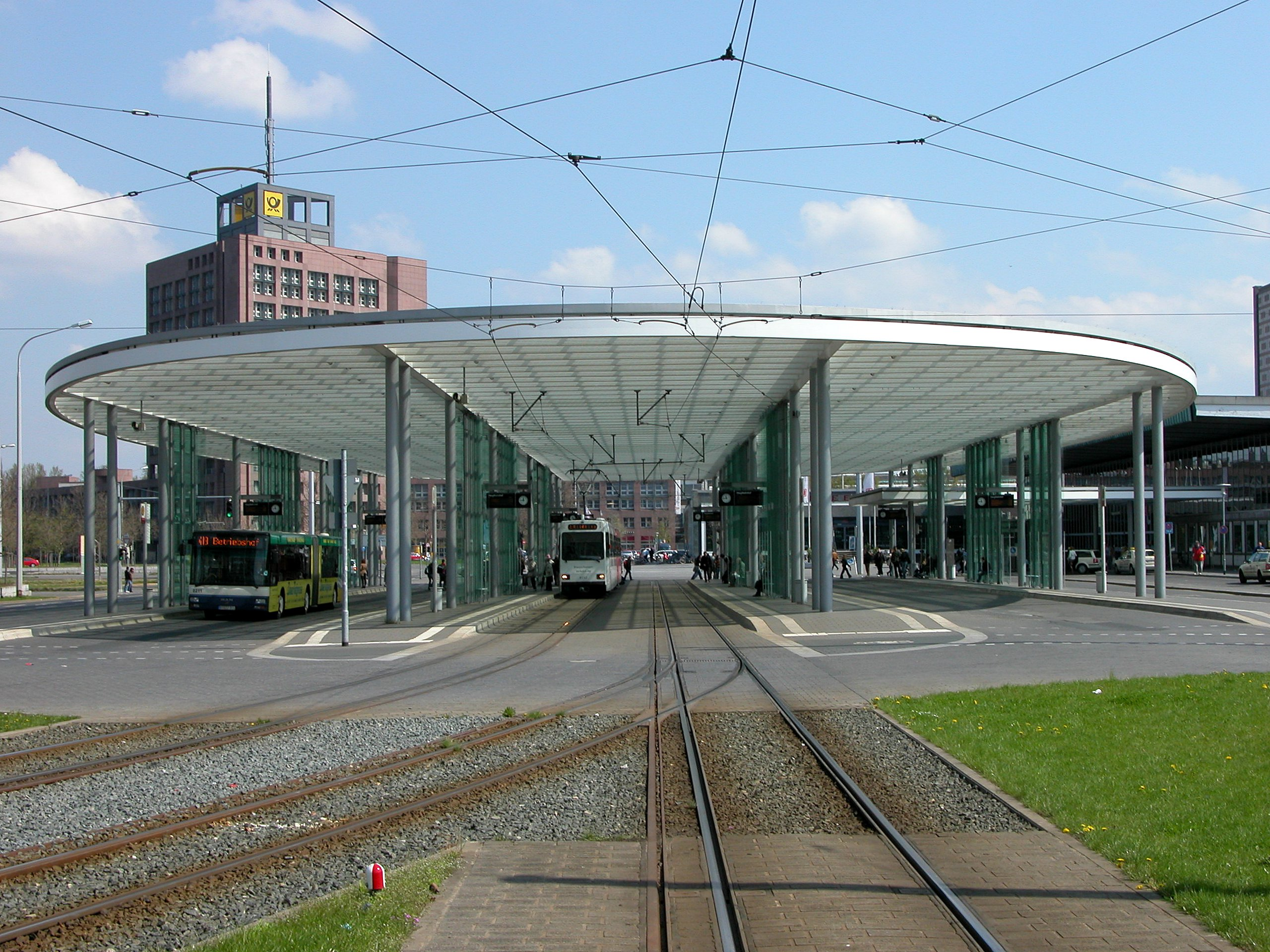
三線軌道化されたブラウンシュヴァイク中央駅前電停（2006年撮影）

### 路線の推移

1893年
1909年
1936年
1963年
1989年
2009年

## 系統
2021年現在のブラウンシュヴァイク市電の系統は以下の通りとなっている。
| 系統番号 | 経路                                                                        | 参考・備考 |
| -------- | --------------------------------------------------------------------------- | --- |
| 1        | Salzdahlumer Weg - Hauptbahnhof - Rathaus - Heideblick                      | [ 17 ] |
| 2        | Anklamstraße (Heidbergpark) - Leisewitzstraße - Rathaus - Ottenroder Straße | Leisewitzstraße電停経由の列車は平日のみ運行                                                                                             |
| 2        | Anklamstraße (Heidbergpark) - Hauptbahnhof - Rathaus - Ottenroder Straße    | Leisewitzstraße電停経由の列車は平日のみ運行                                                                                             |
| 3        | Weserstraße - Rathaus - Grenzweg                                            | 平日早朝・深夜の一部列車は終着駅から別系統（1号線、4号線）として直通運転を実施                                                          |
| 4        | Helmstedter Straße - Hauptbahnhof/Viewegs Garten - Rathaus - Inselwall      | [ 20 ] |
| 5        | Turmstraße - Friedrich-Wilhelm-Platz - Hauptbahnhof                         | [ 21 ] |
| 10       | Salzdahlumer Weg - Hauptbahnhof - Rathaus - Carl-Miele-Straße - Heideblick  | 平日のみ運行 Salzdahlumer Weg - Hauptbahnhof間はCarl-Miele-Straße方面、Carl-Miele-Straße - Heideblick間はHauptbahnhof方面の列車のみ運行 |

## 車両
2021年の時点でブラウンシュヴァイク市電に在籍する営業用車両は以下の通りである。車両番号の上2桁の数値には製造が実施された初年の下2桁が用いられている。これらのうち、床上高さが高く乗降扉付近にステップが存在する高床式電車については超低床電車への置き換えが進められている。
また、これらの車両に加えてブラウンシュヴァイク市電では営業運転を終了した車両のうち3両を動態保存しており、団体・観光輸送に対応している。

### 高床式電車
- マンハイム形（74形） - ドイツのデュワグが開発した、従来の連接車から窓の大型化を始め設計の改良を実施した車両。2021年時点で残存するのは、NGT8Dとの連結運転が可能なように改造が施された4両の付随車（ボギー車）である[13][24][14]。
- マンハイム形（77形） - マンハイム形のうち、ザルツギッターに工場を有していたリンケ＝ホフマン（現：アルストム）によるライセンス生産が行われた車両。片運転台の2車体連接車と付随車（ボギー車）による連結運転を基本とするが、2車体連接車による単行運転も行われる[13][14][27]。
- ブラウンシュヴァイク形（81形） - リンケ＝ホフマンが開発した、角ばった車体を有する車両。その形状から1981年の登場当初は「段ボール電車（Karton-Straßenbahnen）」とも呼ばれていた。マンハイム形と同様に片運転台の2車体連接車と付随車による編成を基本とする。そのうち2車体連接車の同型車両がノルウェーのトロンハイム市電にも在籍する[13][14][9]。

- マンハイム形（74形）
（2017年撮影）
- マンハイム形（77形、2車体連接車）
（2019年撮影）
- マンハイム形（77形、付随車）
（2015年撮影）
- ブラウンシュヴァイク形
（2016年撮影）

### 超低床電車
- GT6S - 「ブレーメン形」とも呼ばれている、各車体に1基の台車が設置されている構造を有したブラウンシュヴァイク市電初の超低床電車。1995年に12両（9551 - 9562）が導入された[23][28][25]。
- NGT8D - リンケ＝ホフマンを買収したアルストムがザルツギッターの工場で生産した車両。車内の70 %が低床構造となっている部分低床構造の3車体連接車で、2007年に12両（0751 - 0762）が導入されている[23][11][25][29]。
- トラミーノ - ポーランドに本社を置くソラリス（現：シュタッドラー・レール）が開発した超低床電車。ブラウンシュヴァイク市電に残存する高床式電車を置き換えるため、2014年 - 2015年（18両、1451 - 1468）および2019年以降[注釈 1]（7両、1951 - 1957、通称「トラミーノII」）の2次に渡って増備が行われている[13][14][25][30][31]。

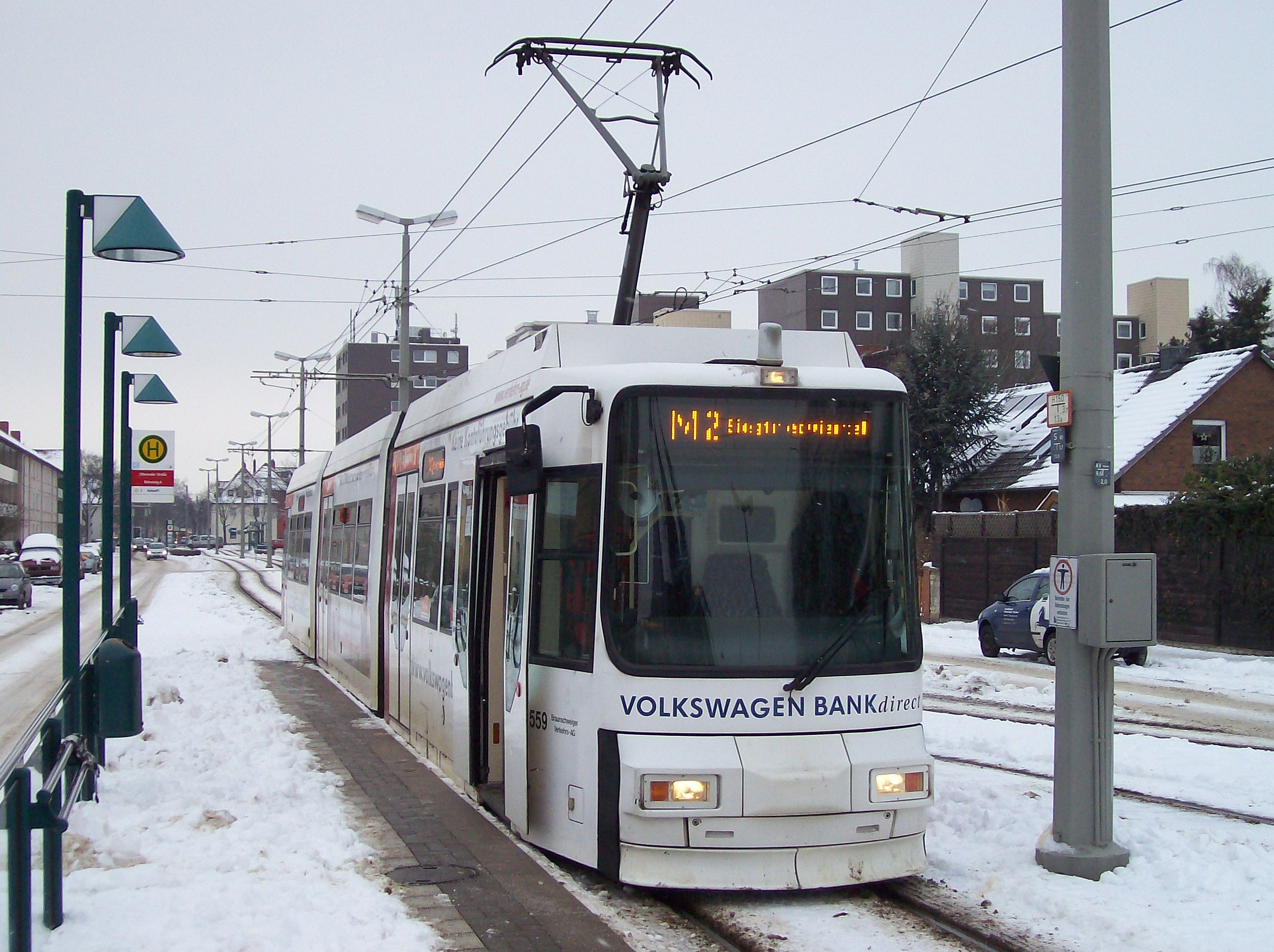
GT6S （2009年撮影）
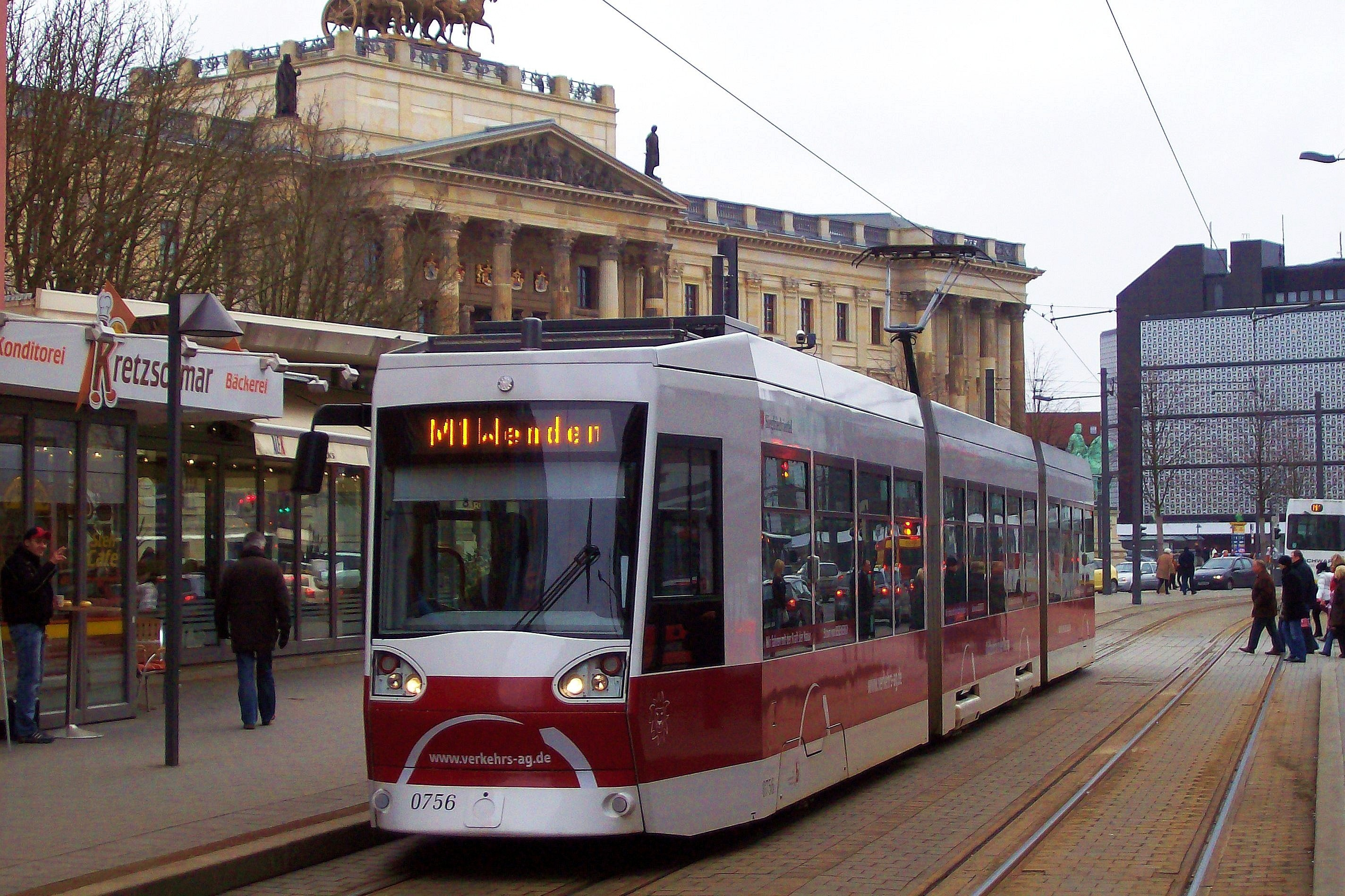
NGT8D （2009年撮影）
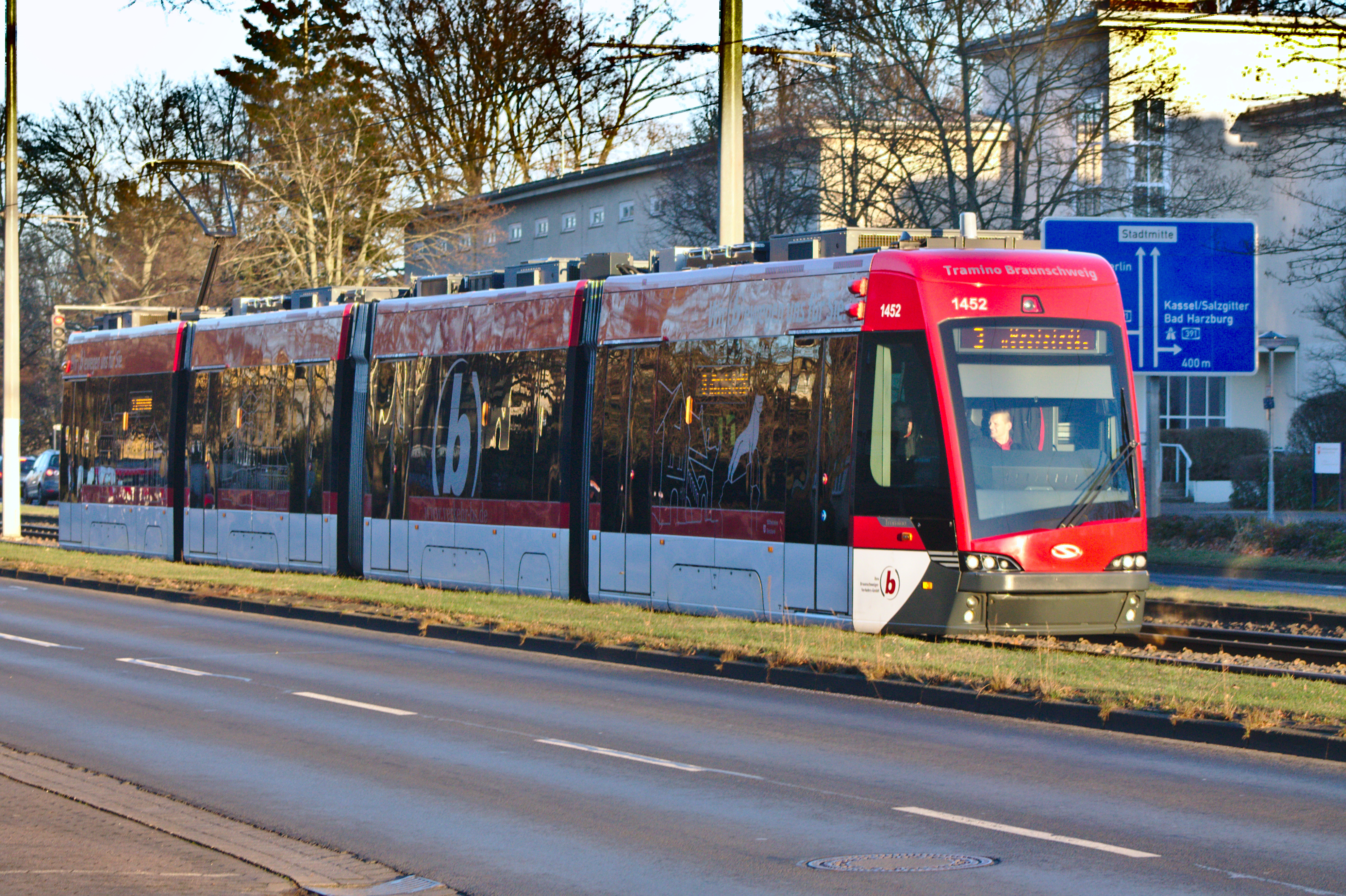
トラミーノ （2016年撮影）

## 今後の予定

### シュタットバーン・プラス

「シュタットバーン・プラス」の計画路線図
緑線が延伸予定区間

ブラウンシュヴァイク市電では、今後のブラウンシュヴァイクの人口増加や都市の発展による公共交通網の拡充を目的に、2013年からブランシュヴァイク市を主導とした大規模プロジェクト「シュタットバーン・プラス（Stadt.Bahn.Plus.）」が進められている。これは従来路線網が存在しなかった市内の主要箇所へ向けて路線網を拡張するもので、2030年までに以下の6区間、全長約18 kmの新規路線が開通する予定となっている。
- Volkmarode-Moorhüttenweg - Volkmarode-Nord - 全長1.2 km、Querumer Straße電停でのループ線建設を含む。
- Helmstedter Straße - Rautheim - 全長3.4 km。
- Hauptbahnhof - Heidberg - 全長3.4 km。
- Hamburger Straße - Querum - 全長4 km、通称「キャンパスバーン（Campusbahn）」。
- Radeklint - Friedrich-Wilhelm-Platz - 全長0.8 km。
- Radeklint - Kanzlerfeld - 全長5,1 km。

### 新型車両の導入・路線の規格向上
ブラウンシュヴァイク交通では、老朽化が進行している初期の超低床電車の置き換えを目的に、新造車両の導入を検討している。そのうち、「ブレーメン形」の置き換え用に2029年から導入される予定の車両は全長が「ブレーメン形」から10 m延長し収容客数が増加する一方、車体幅については既存の車両と同じ2,300 mmとなる。その後に「NGT8D」の代替として2035年以降に導入される車両については車体幅が2,650 mmに拡大される事が予定されており、それに向けてブラウンシュヴァイク市電の施設の大規模改修が実施される。